# Бизимунгу, Пастёр
Пастёр Бизимунгу́ (руанда Pasiteri Bizimungu, фр. и англ. Pasteur Bizimungu; род. около 1950, Gisenyi Province, Руанда-Урунди) — руандийский политический и государственный деятель, президент Республики Руанда с 19 июля 1994 по 23 марта 2000 года. Этнический хуту.

## Биография
Первоначально был близок к президенту Жювеналю Хабиаримане. Однако после того, как возможно, по приказу правительства, был убит его брат, Пастёр Бизимунгу в 1990 году вступил в Руандийский патриотический фронт. Он стал президентом Республики Руанда после того, как после завершения геноцида и гражданской войны в сформированное в июле 1994 года временное правительство понадобилось включить представителей хуту, составлявших большинство руандийцев. Вице-президентом Республики Руанда и министром обороны стал тутси Поль Кагаме, во многих вопросах не сходившийся с президентом Пастёром Бизимунгу и после отставки последнего сам ставший в 2000 году президентом Республики Руанда. В 2001 году Пастёр Бизимунгу основал Партию за демократическое обновление. В 2002 году он был посажен под домашний арест и в 2004 году приговорён к 15 годам тюрьмы по обвинению, в частности, в попытке организации вооружённых формирований. 17 февраля 2006 года Верховный суд Республики Руанда вынес решение о его невиновности, и 6 апреля 2007 года он был освобождён с принесением извинений президентом Полем Кагаме.